# Следюки
Следюки́ (бел. Следзюкі) — агрогородок в составе Следюковского сельсовета Быховского района Могилёвской области Республики Беларусь. Впервые упоминается в 1570 году как деревня в составе Грудиновской волости.

## Население
- 2010 год — 773 человека
- 2019 год — 678 человек

## История
- В 2021 году в д. Следюки был найден клад серебряных монет XVI—XVII. Веков. Там были монеты Нидерландов, Австрии и Пруссии.